# Héctor Stamponi
Héctor Luciano Stamponi (* 24. Dezember 1916 in Campana; † 3. Dezember 1997 in Buenos Aires) war ein argentinischer Tangopianist, Bandleader, Arrangeur, Tangokomponist und –dichter.

## Leben
Stamponi studierte Musik bei Juan Elhert. Er wurde Mitglied in dessen Formation, der Enrique Francini, Armando Pontier, Cristóbal Herreros und der Sänger René Di Pietro angehörten, und mit der er in Buenos Aires in Juan Manuels Matineé auftrat. Bald darauf bildete er ein Trio mit Francini und Pontier, das die Sänger bei Radio Argentina begleitete. In der Saison 1937/38 gehörte er dem Orchester des Bandoneonisten Federico Scorticattis an, das bei Radio Stentor auftrat und beim Label Victor unter dem Namen Orquesta Tipica Victor aufnahm. Diesem gehörten neben Stamponi und Scorticatti u. a. die Bandoneonisten Domingo Triguero und Horacio Golino und die Geiger Víctor Braña und Emilio González an.
Nach der Trennung von Scorticatti gehörte Stamponi kurze Zeit dem Orchester Miguel Calós an, bevor er 1943 zu Antonio Rodio kam. Mit dessen Orchester begleitete er die Sängerin Amanda Ledesma bei einer Tournee durch Mittelamerika. In Mexiko komponierte er 1944 Filmmusiken und die Tangos Somos dos und Cruz nach Texten von Ernesto Cortázar. Nach der Rückkehr nach Argentinien vertiefte er seine musikalische Ausbildung, indem er Harmonielehre bei Alberto Ginastera und Komposition bei Julián Bautista studierte. Zugleich gründete er ein Orchester für Aufnahmen beim Label Victor. Seine ersten Sänger waren Guillermo Arbós, der später als Folksänger bekannt wurde, und Remberto Narváez, später waren es Alberto Drames und Alfredo Arrocha.
Ab 1949 trat Stamponi als Klaviersolist auf und arbeitete als Arrangeur und Begleiter vieler namhafter Musiker. 1953 bildete er ein Duo mit dem Geiger Enrique Francini, dem sich bei einigen Aufnahmen der Cellist José Bragato anschloss. 1959 leitete er gemeinsam mit Francini die Los Violines De Oro Del Tango mit dem Kontrabassisten Kicho Díaz und den Geigern José Niesov, Adolfo Gendelman, Vicente Tagliacozzo, Simón Bajour, Luis Gutiérrez del Barrio, Hugo Baralis und Juan Ghirlanda. Ein großes Orchester mit den Solisten Raúl Marcelli (Geige), Mario Demarco (Bandoneon), Kicho Díaz (Kontrabass), Mario Lalli (Bratsche) und  José Bragato (Cello) gründete er für die Aufnahme einer LP Edmundo Riveros.
Mit einer weiteren Gruppe, die er 1960 als Begleitensemble für Raúl Lavé gegründet hatte, nahm er Demarcos instrumentalen Tango Solfeano auf. Mit Mario Arroyo, Horacio Ferrer, Jorge Seijo und Luis Adolfo Sierra nahm er 1962 in Montevideo vier Tangos von Adolfo Ábalos auf: En pleno Nueva York, Al Buenos Aires de las 3 de la mañana, Para cantor y orquesta und Para recordar. 1964 komponierte er den Soundtrack zu Solly Schroders Film Carlos Gardel, historia de un ídolo. In der Folge gründete er verschiedene Ensembles für Auftritte in Liveshows und im Radio und komponierte die Musik für Cátulo Castillos Stück Cielo de barrilete. 1964 gewann er den Ersten Preis bei einem Tangowettbewerb mit seiner Komposition El último café nach einem Text von Castillo. 1970 komponierte er die Musik zu Emilio Ariños Film Pasión dominguera. Später tourte er mit dem Dichter Horacio Ferrer durch Spanien.

## Kompositionen
- Inquietud (mit Enrique Francini, Text von Oscar Rubens)
- Festejador
- Romance y tango
- Yunquitango
- Junto a tu corazón
- Qué me van a hablar de amor
- Triste comedia
- Perdóname
- Alguien
- Quedémonos aquí
- Yo quería se feliz
- Llamarada pasional
- Ventanal
- Canción de Ave María
- Bajo un cielo de estrellas
- Pedacito de cielo
- Flor de lino
- Delantal
- Un momento
- Caricias perdidas